# 茲拉特莫拉夫采區

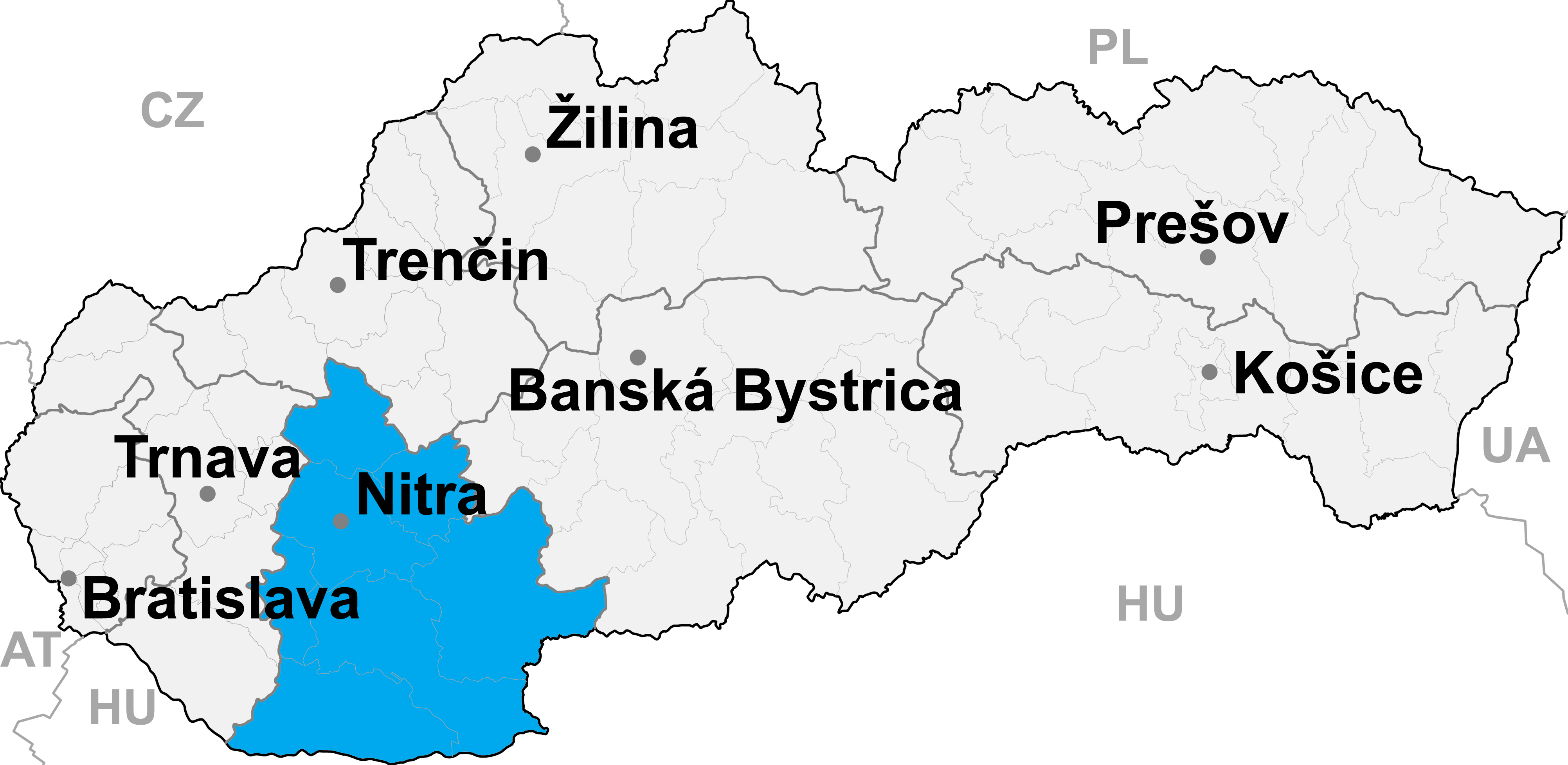

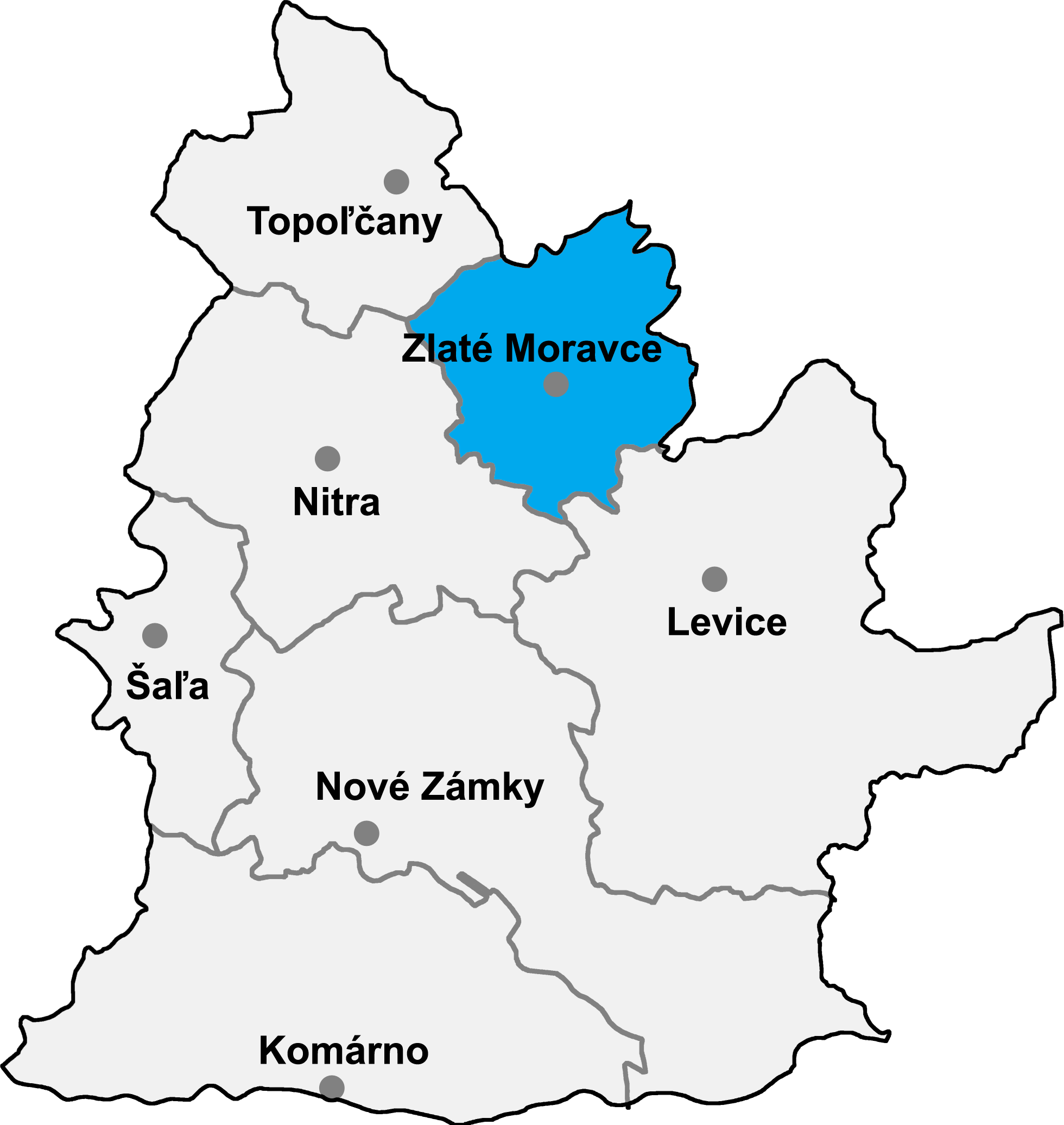

48°23′0″N 18°23′51″E / 48.38333°N 18.39750°E
茲拉特莫拉夫采區，是斯洛伐克的一個區，位於該國西南部，由尼特拉州負責管轄，面積521平方公里，2001年該區人口43,622，人口密度每平方公里84人。